# 全日本社会人バスケットボール選手権大会
全日本社会人バスケットボール選手権大会は、日本バスケットボール協会・日本社会人バスケットボール連盟が主催する社会人バスケットボールの全国大会である。

## 概要

### 旧四連盟時代
2005年より毎年11月初旬に2日ないし3日に渡り開催される。日本協会及び各連盟（実業団・クラブ・教員・家庭婦人）に加盟しているチームが参加資格を得て、各連盟上位チームが本大会に出場する。すなわちB.LEAGUE、B3.LEAGUE、W LEAGUE所属チームを除くすべての社会人チームに出場の権利が与えられる。
なお、第3回（2007年）から上位チームは全日本総合バスケットボール選手権大会（オールジャパン）の出場権を獲得する。
第5回（2009年）は会場の都合などもあり10月24日ないし25日に開催時期が変わるが、第6回（2010年）は11月に戻る。第11回（2015年）は10月31日・11月1日の2日間開催。
2016年より男子トップリーグがB.LEAGUEに再編されたのを受け、その下部リーグたるB3.LEAGUEへの参加条件として当大会に出場することが課される（但し、B3リーグ参加は各クラブの任意による。また2015-16年度のTKbjリーグ、NBL、NDBLに加盟し、Bリーグへの参加を申請しなかった・または認められなかったクラブ<和歌山トライアンズ含む>についてはこの大会に出場していなくても申請可能であるが、新規加盟希望前年度（2017年のB3加盟であれば、2016年度）に、日本バスケットボール協会にチーム登録を済ませること）。

### 日本社会人連盟時代
2017年、日本社会人バスケットボール連盟が立ち上がり、当大会は同連盟と日本協会の共催としてリニューアル。2017年はプレ大会として開催され、2019年3月に連盟主催第1回が開催された。

## 開催方式

### 現行
出場枠
- 男子32（北海道2、東北2、関東5、北信越2、東海4、近畿7、中国3、四国4、九州2、開催県1）
- 女子32（北海道2、東北3、関東7、北信越2、東海4、近畿6、中国2、四国3、九州2、開催県1）

### 旧四連盟時代
2016年時点
出場枠
- 男子16（クラブ連盟8、教員連盟2、実業団連盟6）
- 女子8（クラブ連盟3、教員連盟1、実業団連盟3、家庭婦人連盟1）

大会登録
- 1チームの大会登録は、役員・スタッフ8名以内・選手16名以内。
- 外国人登録は、1チーム2名までとし、オン・ザ・コートは1名（第4回（2008年）より規定）[4]。
  - 第6回（2010年）まで女子の外国人登録は禁止されていた[5]。
- ベンチで指揮をするスタッフはJBA公認D級コーチ以上の資格を持っていること（第11回（2015年）より必須[6]）。
  - 第8回（2012年）より推奨されていた。

競技方法
- ノックアウトトーナメントを採用し、決勝戦の勝者が社会人バスケ日本一の称号を得る。
- 1回戦で負けたチームは交流戦に回る。
- 男女とも上位2チームがオールジャパンに進出する。

## 開催記録

### 旧四連盟時代

#### 男子
| 回 | 年   | 会場                 | 優勝     | 決勝    | 準優勝           | 3位              | 4位                  |
| -- | ---- | -------------------- | -------- | ------- | ---------------- | ---------------- | -------------------- |
| 1  | 2005 | ひらつかアリーナ     | 豊田合成 | 81 - 79 | JR東日本秋田     | 黒田電気         | 横河電機             |
| 2  | 2006 | 船橋アリーナ         | 横河電機 | 92 - 65 | ガリバークラブ   | アイシンAW       | 日本無線             |
| 3  | 2007 | 船橋アリーナ         | 九州電力 | 58 - 57 | 新生紙パルプ商事 | 横河電機         | ホシザキ             |
| 4  | 2008 | ホワイトキューブ     | 横河電機 | 82 - 58 | JR東日本秋田     | 九州電力         | 東京日産             |
| 5  | 2009 | ぐんまアリーナ       | 横河電機 | 97 - 60 | 新生紙パルプ商事 | GIFU SWOOPS      | 九州電力             |
| 6  | 2010 | 春野体育館           | 九州電力 | 70 - 63 | 日本無線         | JR東日本秋田     | 曙ブレーキ工業       |
| 7  | 2011 | 西部体育C 福野体育館 | 日本無線 | 81 - 66 | 三井住友銀行     | 横河電機         | 横浜ギガスピリッツ   |
| 8  | 2012 | 秋田市立体育館       | 九州電力 | 58 - 53 | 横河電機         | 日本無線         | JR東日本秋田         |
| 9  | 2013 | 広島グリーンアリーナ | 日本無線 | 79 - 77 | 九州電力         | 曙ブレーキ工業   | 富士通               |
| 10 | 2014 | 酒田市国体記念体育館 | 九州電力 | 91 - 63 | 和歌山クラブ     | 日本無線         | 横河電機             |
| 11 | 2015 | アミノバリューホール | 九州電力 | 69 - 59 | 黒田電気東京     | 曙ブレーキ工業   | 石川ブルースパークス |
| 12 | 2016 | ジップアリーナ岡山   | リンタツ | 54 - 45 | 九州電力         | 新生紙パルプ商事 | 千葉ジェッツネクスト |

#### 女子
| 回 | 年   | 会場                 | 優勝       | 決勝    | 準優勝       | 3位              | 4位          |
| -- | ---- | -------------------- | ---------- | ------- | ------------ | ---------------- | ------------ |
| 1  | 2005 | ひらつかアリーナ     | 鶴屋百貨店 | 67 - 49 | 山形銀行     | 秋田銀行         | KNC          |
| 2  | 2006 | 船橋アリーナ         | 秋田銀行   | 95 - 67 | クラヤ三星堂 | ブルー・ガディス | 山形銀行     |
| 3  | 2007 | 船橋アリーナ         | 秋田銀行   | 88 - 78 | 鶴屋百貨店   | 山形銀行         | 千葉女子教員 |
| 4  | 2008 | ホワイトキューブ     | 山形銀行   | 77 - 68 | 鶴屋百貨店   | 秋田銀行         | 千葉女子教員 |
| 5  | 2009 | ぐんまアリーナ       | 山形銀行   | 82 - 68 | 鶴屋百貨店   | 秋田銀行         | 千葉女子教員 |
| 6  | 2010 | 春野体育館           | 山形銀行   | 77 - 45 | 鶴屋百貨店   | 千葉女子教員     | 秋田銀行     |
| 7  | 2011 | 西部体育C 福野体育館 | 秋田銀行   | 86 - 75 | 山形銀行     | 鶴屋百貨店       | 千葉女子教員 |
| 8  | 2012 | 秋田市立体育館       | 山形銀行   | 89 - 51 | 鶴屋百貨店   | ストレッチ       | 秋田銀行     |
| 9  | 2013 | 広島グリーンアリーナ | 山形銀行   | 51 - 49 | 秋田銀行     | 鶴屋百貨店       | ストレッチ   |
| 10 | 2014 | 酒田市国体記念体育館 | 山形銀行   | 77 - 56 | 鶴屋百貨店   | 紀陽銀行         | ストレッチ   |
| 11 | 2015 | アミノバリューホール | 秋田銀行   | 78 - 75 | 鶴屋百貨店   | 東京教員         | JOIN         |
| 12 | 2016 | ジップアリーナ岡山   | 鶴屋百貨店 | 81 - 70 | 滋賀銀行     | 紀陽銀行         | AFBB         |

### 日本社会人連盟時代

#### 男子
| 回 | 年   | 会場                          | 優勝             | 決勝     | 準優勝     | 3位          | 4位        |
| -- | ---- | ----------------------------- | ---------------- | -------- | ---------- | ------------ | ---------- |
| P  | 2017 | パークアリーナ小牧            | 新生紙パルプ商事 | 91 - 71  | 日本無線   | JR東日本秋田 | 九州電力   |
| 回 | 年   | 会場                          | 優勝             | 決勝     | 準優勝     | 3位          | 3位        |
| 1  | 2019 | コカ・コーラBJ 鳥取産業体育館 | 福島教員A        | 84 - 74  | REBORN     | SPIRYTUS     | VELTEX静岡 |
| 2  | 2020 | （中止）                      | （中止）         | （中止） | （中止）   | （中止）     | （中止）   |
| 3  | 2021 | （中止）                      | （中止）         | （中止） | （中止）   | （中止）     | （中止）   |
| 4  | 2022 | 日環アリーナ栃木              | MMF              | 70 - 62  | BLACK JACK | 北斗         | BREMEN     |
| 5  | 2023 | 福井県営体育館 福井市体育館他 |                  | -        |            |              |            |

#### 女子
| 回 | 年   | 会場                          | 優勝      | 決勝     | 準優勝     | 3位         | 4位          |
| -- | ---- | ----------------------------- | --------- | -------- | ---------- | ----------- | ------------ |
| P  | 2017 | パークアリーナ小牧            | 山形銀行  | 70 - 50  | 鶴屋百貨店 | 秋田銀行    | 千葉女子教員 |
| 回 | 年   | 会場                          | 優勝      | 決勝     | 準優勝     | 3位         | 3位          |
| 1  | 2019 | コカ・コーラBJ 鳥取産業体育館 | QUEEN BEE | 88 - 85  | LOWS       | ThirtyGirls | BIHORO       |
| 2  | 2020 | （中止）                      | （中止）  | （中止） | （中止）   | （中止）    | （中止）     |
| 3  | 2021 | （中止）                      | （中止）  | （中止） | （中止）   | （中止）    | （中止）     |
| 4  | 2022 | 日環アリーナ栃木              | QUEEN BEE | 96 - 84  | RISE       | LOWS        | ひらまつ病院 |
| 5  | 2023 | 福井県営体育館 福井市体育館他 |           | -        |            |             |              |